# Athyrium inouei
Athyrium inouei är en majbräkenväxtart som beskrevs av Kurata. Athyrium inouei ingår i släktet Athyrium och familjen Athyriaceae. Inga underarter finns listade.